# Championnat de France masculin de handball de deuxième division 2007-2008
Navigation
Division 2 2006-2007 Division 2 2008-2009
Le championnat de France de handball masculin de deuxième division 2007-2008 est la cinquante-sixième édition de cette compétition et la vingt-troisième édition depuis que la dénomination de Division 2 a été posée.
À l'issue de la saison, le Handball Club de Nantes, champion, et le Aurillac Handball Cantal Auvergne sont promus en Division 1 tandis que l'Angers Noyant Handball, le Lille/Villeneuve d'Ascq et le Massy Essonne Handball sont relégués en Nationale 1.

## Classement final
Le classement final est
|    | Équipe                     | Pts | J  | G  | N | P  | Bp  | Bc  | Diff |
| -- | -------------------------- | --- | -- | -- | - | -- | --- | --- | ---- |
| 1  | HBC Nantes                 | 78  | 30 | 23 | 2 | 5  | 861 | 772 | 89   |
| 2  | Aurillac HB CA             | 73  | 30 | 19 | 5 | 6  | 805 | 758 | 47   |
| 3  | Dijon Bourgogne Handball   | 68  | 30 | 18 | 2 | 10 | 811 | 755 | 56   |
| 4  | OC Cesson                  | 66  | 30 | 17 | 2 | 11 | 779 | 750 | 29   |
| 5  | Pays d'Aix UCH             | 65  | 30 | 14 | 7 | 9  | 786 | 746 | 40   |
| 6  | Saint-Marcel Vernon (R)    | 63  | 30 | 16 | 1 | 13 | 833 | 807 | 26   |
| 7  | Billère Handball           | 62  | 30 | 14 | 4 | 12 | 715 | 710 | 5    |
| 8  | Mulhouse HB SA             | 59  | 30 | 13 | 3 | 14 | 808 | 801 | 7    |
| 9  | US Saintes (P)             | 59  | 30 | 14 | 1 | 15 | 781 | 783 | -2   |
| 10 | ASPTT Nancy Vandœuvre HB   | 57  | 30 | 10 | 7 | 13 | 766 | 776 | -10  |
| 11 | ES Besançon (P)            | 56  | 30 | 11 | 4 | 15 | 786 | 784 | 2    |
| 12 | Villeurbanne HBA (R)       | 56  | 30 | 11 | 4 | 15 | 792 | 825 | -33  |
| 13 | RS Saint-Cyr THB           | 55  | 30 | 9  | 7 | 14 | 792 | 833 | -41  |
| 14 | Angers Noyant Handball     | 51  | 30 | 8  | 5 | 17 | 780 | 806 | -26  |
| 15 | Lille/Villeneuve d'Ascq    | 48  | 30 | 8  | 2 | 20 | 746 | 850 | -104 |
| 16 | Massy Essonne Handball (P) | 44  | 30 | 6  | 2 | 22 | 768 | 853 | -85  |

Légende
- Promu en Division 1
- Relégué en Nationale 1

| (R) | Relégué de Division 1 en début de saison |
| (P) | Promu de Nationale 1 en début de saison  |